# Rani Khedira
Rani Khedira (Stoccarda, 27 gennaio 1994) è un calciatore tedesco, centrocampista dell'Union Berlino.

## Biografia
È il fratello minore di Sami, anche lui calciatore professionista, ritiratosi dal calcio giocato nel maggio 2021.

## Caratteristiche tecniche
È un centrocampista centrale che può essere utilizzato anche come mediano. Il suo piede è il destro. Le sue caratteristiche principali sono quelle di essere un centrocampista forte fisicamente, ma anche dinamico, ed ha anche buone abilità difensive.

## Carriera

### Club
Ha debuttato con la prima squadra dello Stoccarda nella stagione 2013-2014, esordendo in Bundesliga.

### Nazionale
Ha giocato nelle nazionali giovanili tedesche Under-15, Under-16, Under-17 ed Under-19.

## Statistiche
Statistiche aggiornate al 25 ottobre 2023  
| Stagione             | Squadra              | Campionato           | Campionato | Campionato | Coppe nazionali | Coppe nazionali | Coppe nazionali | Coppe continentali | Coppe continentali | Coppe continentali | Altre coppe | Altre coppe | Altre coppe | Totale | Totale |
| Stagione             | Squadra              | Comp                 | Pres       | Reti       | Comp            | Pres            | Reti            | Comp               | Pres               | Reti               | Comp        | Pres        | Reti        | Pres   | Reti   |
| -------------------- | -------------------- | -------------------- | ---------- | ---------- | --------------- | --------------- | --------------- | ------------------ | ------------------ | ------------------ | ----------- | ----------- | ----------- | ------ | ------ |
| 2011-2012            | Stoccarda II         | 3L                   | 12         | 0          | CG              | -               | -               | -                  | -                  | -                  | -           | -           | -           | 12     | 0      |
| 2012-2013            | Stoccarda II         | 3L                   | 32         | 0          | CG              | -               | -               | -                  | -                  | -                  | -           | -           | -           | 32     | 0      |
| 2013-2014            | Stoccarda II         | 3L                   | 12         | 1          | CG              | -               | -               | -                  | -                  | -                  | -           | -           | -           | 12     | 1      |
| Totale Stoccarda II  | Totale Stoccarda II  | Totale Stoccarda II  | 56         | 1          |                 | -               | -               |                    | -                  | -                  |             | -           | -           | 56     | 1      |
| 2013-2014            | Stoccarda            | BL                   | 9          | 0          | CG              | 0               | 0               | -                  | -                  | -                  | -           | -           | -           | 9      | 0      |
| 2014-2015            | RB Lipsia            | 2.BL                 | 22         | 0          | CG              | 2               | 0               | -                  | -                  | -                  | -           | -           | -           | 24     | 0      |
| 2015-2016            | RB Lipsia            | 2.BL                 | 19         | 0          | CG              | 1               | 0               | -                  | -                  | -                  | -           | -           | -           | 20     | 0      |
| 2016-2017            | RB Lipsia            | BL                   | 10         | 0          | CG              | -               | -               | -                  | -                  | -                  | -           | -           | -           | 10     | 0      |
| Totale RB Lipsia     | Totale RB Lipsia     | Totale RB Lipsia     | 51         | 0          |                 | 3               | 0               |                    | -                  | -                  |             | -           | -           | 54     | 0      |
| 2017-2018            | Augusta              | BL                   | 30         | 1          | CG              | 1               | 0               | -                  | -                  | -                  | -           | -           | -           | 31     | 1      |
| 2018-2019            | Augusta              | BL                   | 30         | 4          | CG              | 4               | 0               | -                  | -                  | -                  | -           | -           | -           | 42     | 4      |
| 2019-2020            | Augusta              | BL                   | 32         | 0          | CG              | 1               | 0               | -                  | -                  | -                  | -           | -           | -           | 33     | 0      |
| 2020-2021            | Augusta              | BL                   | 27         | 1          | CG              | 2               | 0               | -                  | -                  | -                  | -           | -           | -           | 29     | 1      |
| Totale Augusta       | Totale Augusta       | Totale Augusta       | 119        | 6          |                 | 8               | 0               |                    |                    |                    |             | -           | -           | 127    | 6      |
| 2021-2022            | Union Berlino        | BL                   | 32         | 0          | CG              | 5               | 0               | UECL               | 8                  | 0                  | -           | -           | -           | 45     | 1      |
| 2022-2023            | Union Berlino        | BL                   | 33         | 2          | CG              | 3               | 0               | UEL                | 10                 | 0                  | -           | -           | -           | 46     | 2      |
| 2023-2024            | Union Berlino        | BL                   | 1          | 0          | CG              | 1               | 0               | UCL                | 1                  | 0                  | -           | -           | -           | 3      | 0      |
| Totale Union Berlino | Totale Union Berlino | Totale Union Berlino | 66         | 2          |                 | 9               | 0               |                    | 19                 | 0                  |             | -           | -           | 94     | 3      |
| Totale carriera      | Totale carriera      | Totale carriera      | 291        | 11         |                 | 27              | 0               |                    | 19                 | 0                  |             | -           | -           | 330    | 10     |